# Demografie Namibias

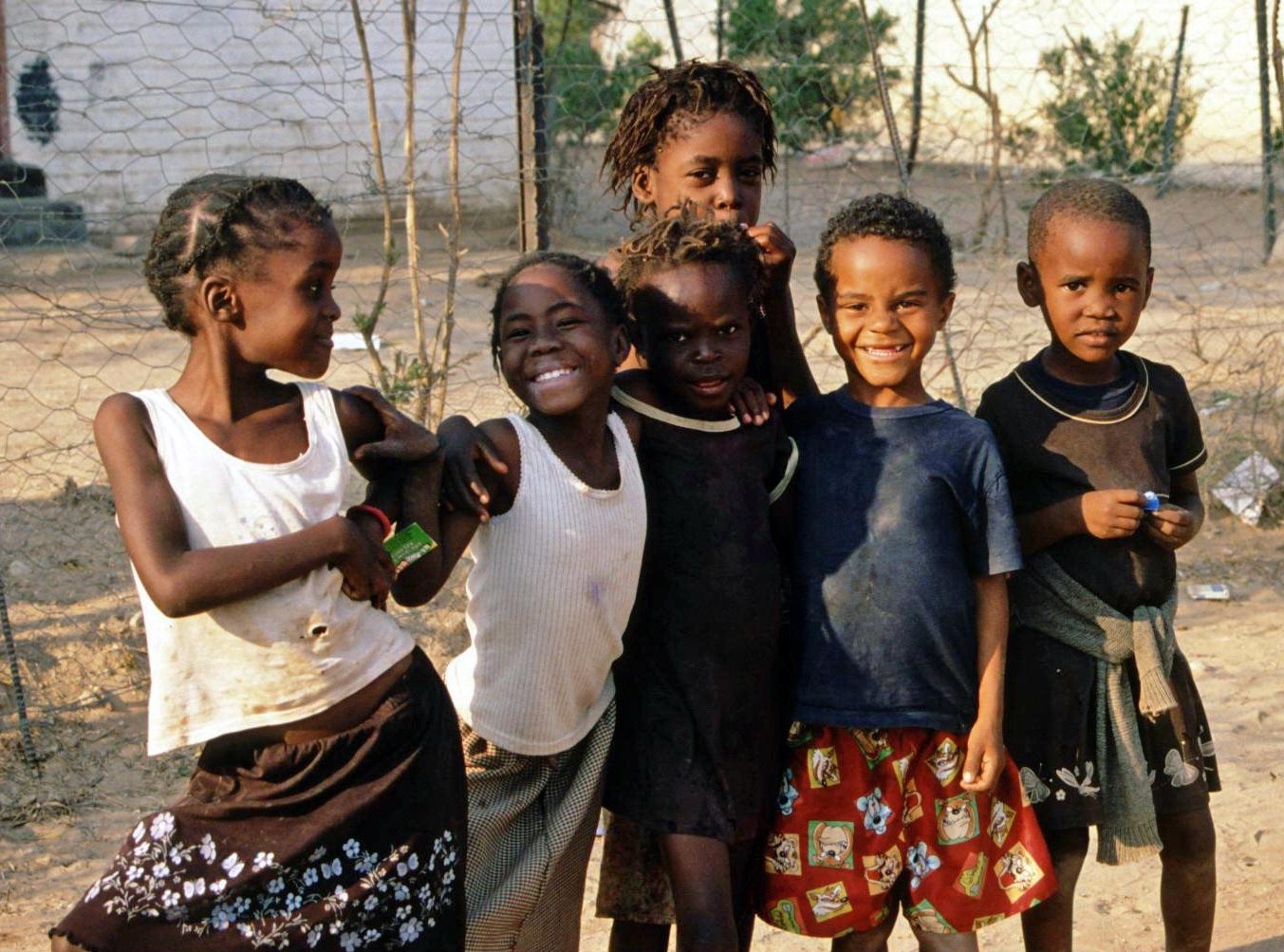
Kinder in Khorixas

Namibia ist extrem dünn besiedelt. Nach der Mongolei ist Namibia der Staat mit der geringsten Bevölkerungsdichte weltweit. Auf jeden Quadratkilometer Landesfläche kommen 2,55 Einwohner (zum Vergleich: Deutschland 231).
Die Bevölkerung verteilt sich zudem sehr ungleichmäßig. Sie konzentriert sich auf wenige Städte und den fruchtbaren Norden des Landes. Nahezu zwei Drittel der Bevölkerung lebt in den Regionen nördlich des Veterinärzauns (Omusati, Oshana, Ohangwena, Oshikoto, Kavango und Sambesi). Ein weiteres Drittel lebt in Zentralnamibia, wo allein in Windhoek mehr als 350.000 Menschen ihren Wohnsitz haben. Im Süden des Landes leben nur sieben Prozent der Einwohner, während der Westen und die Namib-Wüste mit Ausnahme der Hafenstädte nahezu menschenleer ist.

## Bevölkerungsdaten

Namibias Bevölkerungsdichte in den Regionen (Zensus 2011)

|                        | CIA 2022             | Zwischenzensus 2016 |
| ---------------------- | -------------------- | ------------------- |
| Einwohner              | 2.727.409            | 2.324.388           |
| Altersstruktur         |                      |                     |
| 0–14 Jahre             | 35,7 %               | 37,0 %              |
| 15–64 Jahre            | 50,4 %               | 57,0 % (15–59)      |
| 65+                    | 3,9 %                | 6,0 %               |
| Wachstumsrate          | 1,8 %                | 1,9 %               |
| Geburtenrate           | 25,01 je 1000 Einw.  | k. A.               |
| Todesrate              | 6,85 Tote/1000       | 10,8/1000           |
| Kindersterblichkeit    | 1,95 Tote/1000       | k. A.               |
| Netto-Migrationsrate   | 0/1000               | k. A.               |
| Geschlechterverteilung |                      |                     |
| Geburt                 | 1,03 m/w             | k. A.               |
| unter 15 Jahre         | 1,02 m/w             | k. A.               |
| 15–64 Jahre            | 0,91 m/w             | k. A.               |
| 65+ Jahre              | 0,61 m/w             | k. A.               |
| Lebenserwartung        | 66,47 Jahre          | k. A.               |
| Fruchtbarkeit          | 2,98 Kinder pro Frau | 4,1 Kinder pro Frau |

### Bevölkerungsentwicklung

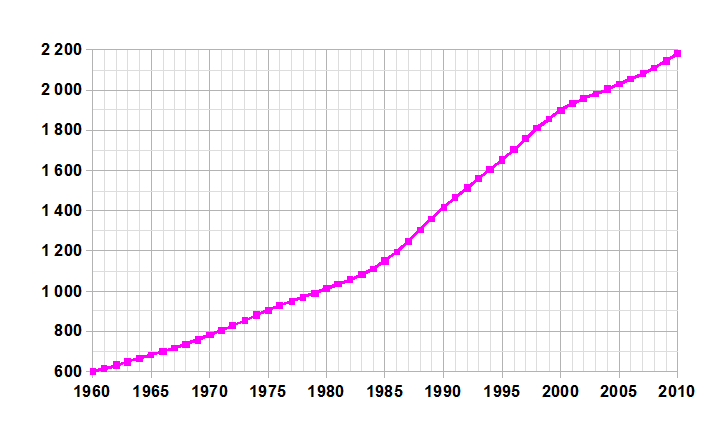
Bevölkerungsentwicklung

Statistische Daten zur Bevölkerung Namibias werden alle zehn Jahre (seit 2016 zudem in kleinerem Umfang alle 5 Jahre) in einer Volkszählung erhoben, zuletzt im Jahre 2011 (Zwischenzählung 2016) mit einer Gesamtbevölkerung von 2.104.900. Besonders in den Jahren zwischen 1970 und 1990 hat sich die Einwohnerzahl mehr als verdoppelt. Das derzeitige jährliche Bevölkerungswachstum liegt bei etwa drei Prozent. Da bis zu 10 Prozent (siehe HIV/AIDS in Afrika) der Bevölkerung mit HIV infiziert sind, ist die durchschnittliche Lebenserwartung bei Geburt bis Mitte der 2000er Jahre deutlich gesunken. Sie lag 1990 bei etwa 62 Jahren und im Jahr 2005 nur noch bei 52 Jahren, stieg aber bis 2016 wieder auf 64 Jahre an und liegt laut letztem Stand (2020) bei knapp 67 Jahren.

## Ethnische Zusammensetzung
Aufgrund der mehr oder minder willkürlichen Grenzziehung durch die ehemaligen Kolonialmächte, oft quer durch die damaligen Verbreitungsgebiete ethnischer Gruppen hindurch, sowie durch zahlreiche starke Wanderungsbewegungen im 19. und 20. Jahrhundert ist Namibia zu einem typischen Vielvölkerstaat geworden. Es sind die verschiedensten ethnischen Gruppen ansässig.

### San
Die San, auch Buschleute genannt, gelten als die älteste Bevölkerungsgruppe und damit als die Ureinwohner Namibias. Sie sind von sehr kleinem Wuchs, haben eine gelbliche Hautfarbe und sind, wie auch die Nama, mit den Khoikhoi verwandt. Als äußerst friedfertiges Volk immer wieder von anderen ethnischen Gruppen aus ihrem Lebensraum verdrängt, leben sie heute in der Mehrzahl als Hilfskräfte auf Farmen in der Region Omaheke.

### Damara
Die von jeher sesshaften Damara zählen ebenso zu den Ureinwohnern Südwestafrikas. Sie stellen etwa sieben bis acht Prozent der Gesamtbevölkerung. Sie leben in Großfamilien in den Bergen zwischen dem Kaokoveld und dem Erongo.

### Ovambo
Die bantusprechenden Ovambo stellen mit 49,8 Prozent der Bevölkerung das mit Abstand größte Volk dar. Beide bisherigen Regierungschefs sowie der Staatspräsident wurden von den Ovambo gestellt. Sie leben vor allem in den nördlichen, regenreichen und damit fruchtbarsten Regionen Omusati, Oshana, Ohangwena und Oshikoto. Dieses Volk wanderte erst im 16. und 17. Jahrhundert ein und gehört damit fast noch zu den Neuankömmlingen. Während der südafrikanischen Besetzung dienten unzählige Männer dieses Volkes als Kontraktarbeiter in den Minen von Zentral- und Südnamibia. Die schlechten Arbeitsbedingungen (das Kontraktarbeitersystem gilt als moderne Form der Sklaverei) und das enge Zusammenleben der Minenarbeiter waren die Hauptursachen für den starken Widerstand der Ovambo gegen die Südafrikaner.

### Kavango
Andere bantusprachige Ethnien sind die Kavango-Völker in der Region Kavango im Nordosten an den Ufern des Okavango. Auch sie gelten als Zuwanderer. Es wird angenommen, dass sie aus Ostafrika stammen. Sie betreiben fast ausschließlich Ackerbau und Fischfang. Ihr Siedlungsgebiet erstreckt sich auch auf das Gebiet des heutigen Angola. Nur ein Teil von ihnen hat die namibische Staatsbürgerschaft.

### Herero
Das halbnomadische Bantuvolk der Herero begann im 16. Jahrhundert, aus den Savannen Ostafrikas stammend, in das Gebiet Namibias einzuwandern. Als traditionell kriegerischer Stamm kam es zu häufigen blutigen Auseinandersetzungen um Weideland mit anderen ansässigen Völkern. Vor allem die friedfertigen San und Damara gerieten bald in die Unterdrückung durch dieses Volk. Die Herero wurden trotz anfänglichem Freundschaftsvertrag zu den erbittertsten Gegnern der deutschen Kolonialherrschaft. Derzeit leben rund 100.000 Herero in Namibia, davon ein Großteil in der Region Otjozondjupa. Auch heute noch typisch für die Frauen des Volkes ist deren mächtiger Kopfschmuck, den sie in viktorianischer Zeit von Missionarsfrauen übernommen haben.

### Himba
Die Himba sind ein sehr traditionelles afrikanisches Hirtenvolk. Die Frauen leben sesshaft in Kraalen im Kaokoveld in der Region Kunene, während die Männer mit ihren Herden auf der Suche nach Weidegründen durch die Savannen des Nordens ziehen.

### Nama
Die khoisansprechenden Nama, in der Kolonialliteratur als „Hottentotten“ bezeichnet, wanderten im 18. und 19. Jahrhundert aus der Kapregion ein, aus der sie von den Holländern vertrieben worden waren. Auf der Suche nach neuen Weidegründen lieferten sie sich erbitterte Kämpfe mit den Herero, bis sie sich in der Region Karas niederließen.

### Caprivianer
Die in der Mehrheit bantusprachigen rund 90.000 Caprivianer leben im Nordosten zwischen Angola, Sambia und Botswana in der Region Sambesi (Caprivi) und Kavango-West.

### Rehobother Baster
Die Baster sind eine ca. 30.000 Einwohner starke afrikaans-sprachige Gruppe. Sie sind die Nachkommen von holländischen Siedlern der Kapregion und einheimischen Nama-Frauen. Um eine Konfrontation mit den neuankommenden Weißen zu verhindern, zogen sie nach Norden und ließen sich 1871 im Gebiet um Rehoboth nieder. Durch einen Schutz- und Friedensvertrag mit dem Deutschen Reich erhielten sie sich eine relative Unabhängigkeit, die sie aber mit dem Tod ihres damaligen Kapitäns Hermanus van Wyk 1905 wieder verloren. Erst 1979 konnten sie der südafrikanischen Regierung wieder einen Sonderstatus abringen, der aber mit der Unabhängigkeit Namibias wieder weitestgehend verloren ging.

### Weiße
Knapp fünf Prozent der Einwohner Namibias stellen Weiße. Davon sind mit 90.000 die Afrikaaner, oder auch Buren, in der Mehrheit. Etwa 30.000 sind deutschstämmige Siedler, sowohl Nachfahren der Deutschen aus der Kolonialzeit als auch Einwanderer, die erst seit relativ kurzer Zeit in Namibia leben und von den Deutsch-Namibiern zwecks Unterscheidung Deutschländer, also Deutsche aus Deutschland, genannt werden. Ca. 5000 sind Portugiesen, die im Norden des Landes leben. Auch nach mittlerweile mehr als 35 Jahren Unabhängigkeit sind immer noch etwa zwei Drittel der kommerziellen Farmen und das ertragreichste Land in weißer Hand. Die Bediensteten auf den Farmen sind fast ausnahmslos Schwarze.

## Sprachen
Die Vielfältigkeit der Bevölkerung spiegelt sich auch in den gesprochenen Sprachen wider. Es gibt mit den Bantu-Sprachen, den Khoisan-Sprachen und den indogermanischen Sprachen drei große Sprachgruppen mit über 30 Dialekten.
Die Bantu- und Khoisan-Sprachen sind die traditionellen Stammessprachen der Ovambo, Otjiherero, Herero, Himba, Nama, San und der Damara.
Die von den Weißen und Bastern eingeführten germanischen Sprachen wie Afrikaans und Deutsch werden zwar nur von einem kleinen Bevölkerungsteil als Muttersprache gesprochen, sind aber besonders unter Farmarbeitern und anderssprachigen Weißen weiterhin sehr verbreitete Verkehrssprachen.
Vor der Unabhängigkeit von Südafrika waren Afrikaans, Englisch und Deutsch (semi-offiziell) Amtssprachen. 1990 wurde Englisch alleinige Amtssprache, wobei alle anderen im Land gesprochenen Sprachen anerkannt sind und von der Regierung als kulturelles Erbe gefördert werden. Um die vormals nur wenig verbreitete neue Amtssprache stärker durchzusetzen, muss jedes Kind nun neben seiner Stammessprache auch Englisch lernen, was nicht zuletzt wegen des armutsbedingten schlechten Bildungsstandes bei einem Großteil der Bevölkerungsgruppen nur unzureichend bewältigt werden kann.

## Religion
Infolge der Missionierung während der Kolonialzeit sind mehr als vier Fünftel der Namibier Christen, womit das Land diesbezüglich deutlich über dem afrikanischen Durchschnitt liegt. 50 % der Namibier sind Lutheraner (in Süd- und Zentralnamibia als Mitglied der Evangelisch-Lutherischen Kirche in Namibia (DELK) (ELKIN (DELK)) bzw. Evangelisch-Lutherische Kirche in der Republik Namibia (ELCRN) oder in Nordnamibia als Mitglied der Evangelisch-Lutherischen Kirche in Namibia (ELCIN)), ein Fünftel (20 %) gehören zur Römisch-katholischen Kirche in Namibia, fünf Prozent sind Mitglieder der Niederländischen Reformierten Kirche und weitere fünf Prozent sind Niederländisch-Reformierte oder Anglikaner. Die restlichen Christen verteilen sich auf andere kleinere Kirchen wie beispielsweise Baptisten, Adventisten und die aus den Vereinigten Staaten stammende Methodist Episcopal Church. Die restlichen Namibier, insbesondere San, Himba und Caprivianer, sind Anhänger ihrer traditionellen Religionen. Doch auch viele Christen Namibias kombinieren die mit dem „neuen Glauben“ unvereinbar scheinenden alten Riten und Bräuche. So gehören auch heute noch landesweit Ahnenkult, Schwarze Magie und Zauberei zum Alltag so mancher Namibier.